# Hortus conclusus

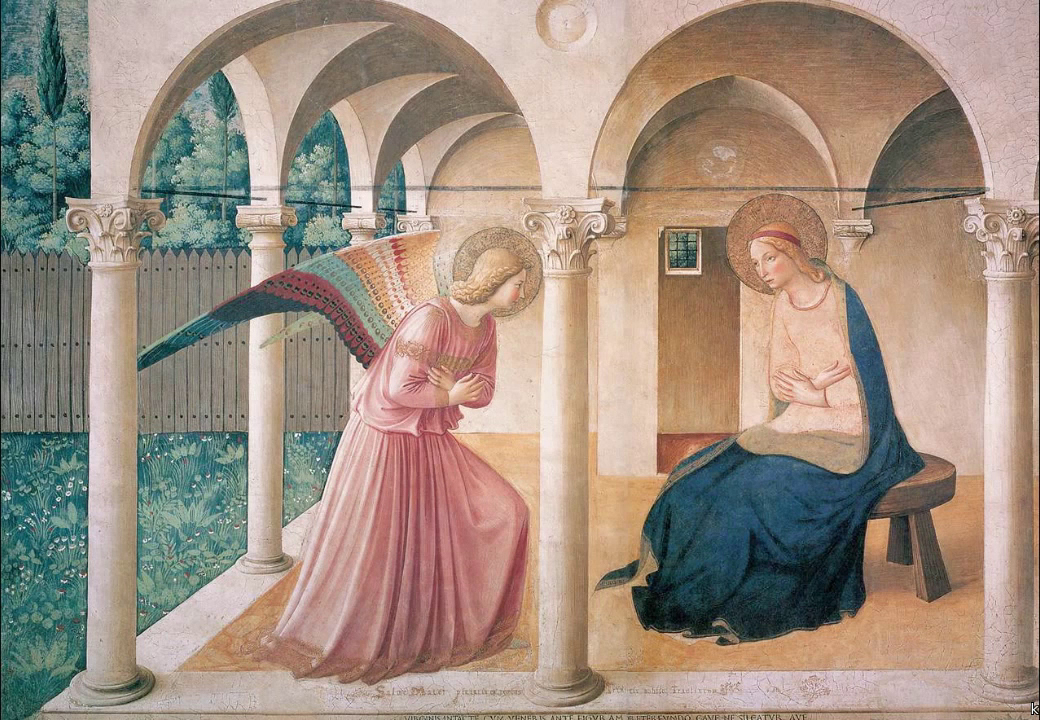
L'Anunciació de Fra Angelico - Convent de Sant Marc, Florència

Hortus conclusus és un terme llatí que significa, literalment, 'jardí tancat'. El terme és alhora un atribut emblemàtic i un títol de Maria, mare de Jesús, en la poesia medieval i renaixentista i en l'art, que va aparèixer sobtadament com a simbolisme en pintures i il·luminacions de manuscrit al voltant de 1400, també com a gènere de jardí real que estava envoltat tant simbòlicament com per una preocupació de tipus pràctic, un tema essencial en la història de jardineria. En algunes manifestacions literàries és un sinònim del paradís.

## La Mare de Déu com ahortus conclusus

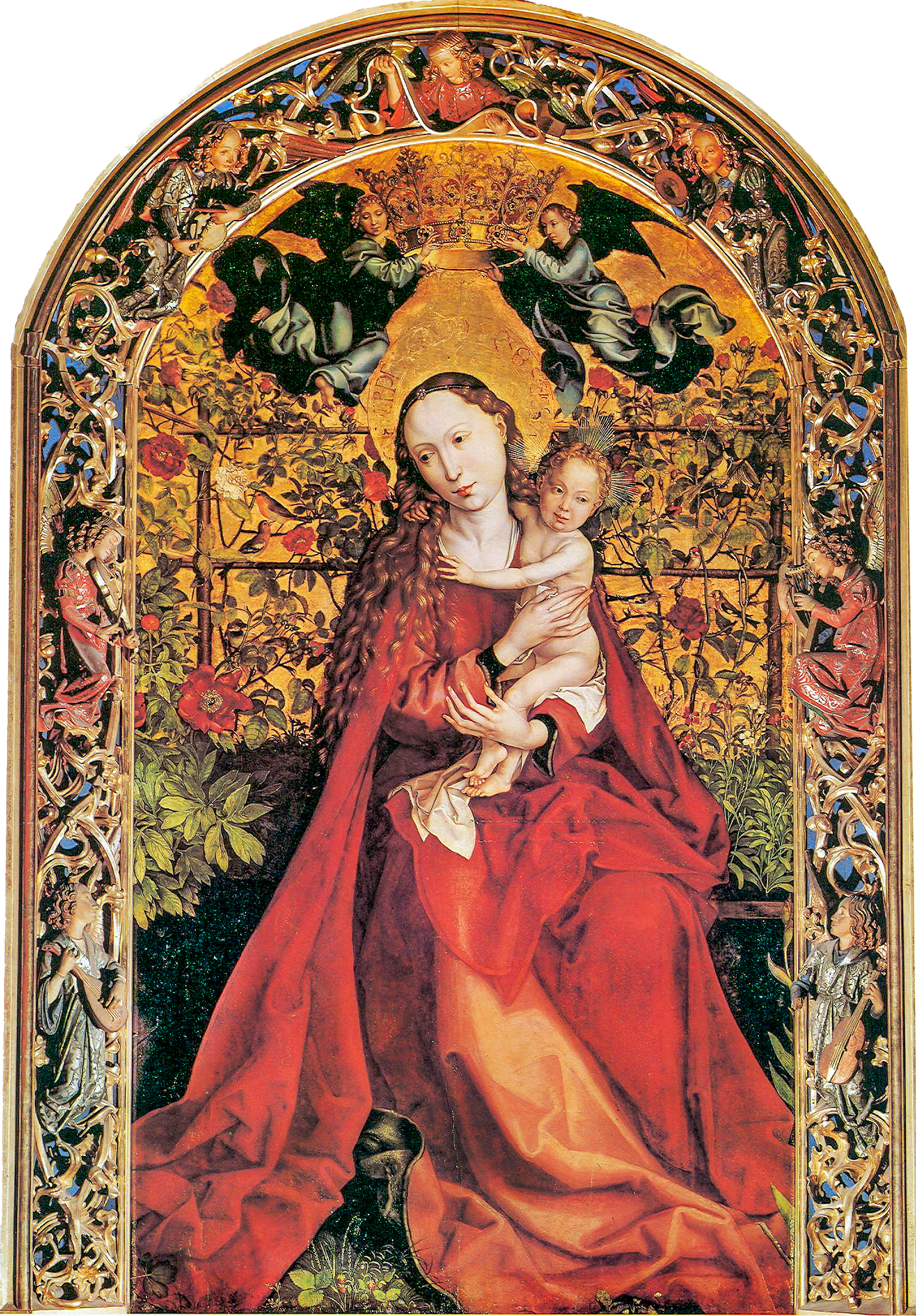
Martin Schongauer, 1473

El terme hortus conclusus es deriva de la Bíblia Vulgata, del llibre del Càntic dels Càntics (també anomenat Cançó de Solomon), en llatí: Hortus conclusus soror mea, sponsa, hortus conclusus, fons signatus ("Ets un jardí tancat, germana meva, esposa: un jardí tancat, una font segellada."［Ct 4:12］. Aquest llibre proporcionava la cultura lingüística compartida de la cristiandat, expressada en homilies que narraven el Càntic dels Càntics com una al·legoria en què la cançó nupcial del rei Salomó a la seva núvia era reinterpretat com l'amor i unió entre Crist i l'Església, el matrimoni místic amb l'Església com a "núvia de Crist". El vers "Ets tota bella, amiga meva, no hi ha cap màcula en tu.", del Ct 4:7, va ser considerat com la confirmació bíblica per a desenvolupar la doctrina de la Immaculada Concepció de Maria, nascuda sense pecat original.
A l'edat mitjana es va desenvolupar la tradició cristiana que presenta la virginitat de Maria durant la miraculosa concepció de Jesús amb la mediació de l'Esperit Sant, la tercera persona del Santíssima Trinitat. És un moment en què l'art gòtic i renaixentista il·lustrava aquesta doctrina sobre la virginitat perpètua de Maria, així com la Immaculada Concepció era representada dins o a prop d'un jardí tancat. Era una representació del seu úter "tancat", que havia de romandre intocable i també que se la protegia, al costat d'una paret, del pecat. En el Breviari de Grimani, es mostren els objectes emblemàtics que trasllueixen la Concepció Immaculada: el jardí tancat (hortus conclusus), el cedre alt (cedrus exalta), el pou de l'aigua viva (puteus aquarum viventium), l'olivera (oliva speciosa), la font al jardí (fons hortorum), el roserar (plantatio rosae). No tot els horti conclusi medievals recollien tots aquests detalls, l'olivera en particular no és habitual als jardins europeus del nord.
Una de les millors representacions del jardí tancat és l'Anunciació de Fra Angelico, datat entre 1430-1432.
Hi ha dos llocs de pelegrinatge dedicats al "jardí tancat" a l'àrea cultural holandesa/flamenca, La Mare de Déu del Jardí Tancat, una imatge venerada a la capella de l'ermita de Warfhuizen, i la Onze Lieve Vrouw van Tuine, literalment "La Mare de Déu del Jardí", venerada a la catedral d'Ieper.

## En l'art
L'hortus conclusus era una de les representacions marianes a la baixa edat mitjana, desenvolupada per a ser més informal i íntima que la imatge tradicional de la Mare de Déu entronitzada i hieràtica adoptada de les icones romanes d'Orient o la Coronació de la Mare de Déu. Alemanya i els Països Baixos al segle xv varen comptar amb una gran popularitat de la representació de la Mare de Déu, normalment amb el Nen, i molt sovint amb un grup d'àngels, sants i donants; per contra, la representació al jardí i el mateix jardí com a representació de la Mare de Déu, varen ser molt més rars. Sovint es mostren parets o filats que tanquen els costats i la part posterior, o bé es poden mostrar oberts. Altres cops, com a l'obra de Gerard David a Londres, el jardí està molt detallat; en altres ocasions, com als gravats de Martin Schongauer, només hi ha una tanca i uns quants brins d'herba serveixen per identificar el tema. Els pintors italians típicament representaven poques plantes. Una varietat del tema era l'alemanya "Mare de Déu de les Roses", a vegades representada en retaules esculpits. La imatge era rara en icones ortodoxes, però n'hi ha alguns exemples russos.

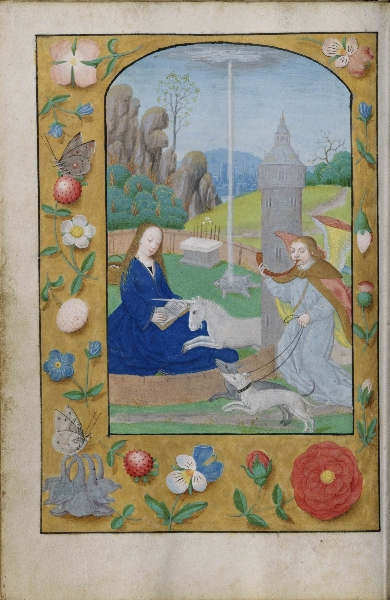
Cacera de l'Unicorn de l'Anunciació (c. 1500) d'un llibre d'hores neerlandès. En aquest exemple, la llana de Gedeó també es representa i l'altar del darrere té la vara d'Aaron, que miraculosament floria en el centre.

Una de les primeres imatges on es veu aquest tema és el Diptic de Dijon de Melchior Broederlam de 1399.
Un tipus de descripció, normalment incompatible amb una perspectiva correcta, mostra la paret sencera i algunes estructures de jardí o característiques que simbolitzen el misteri de la concepció de Crist, principalment derivat del Càntic dels Càntics o d'uns altres passatges bíblics, com varen ser interpretats pels escriptors teològics. Aquests poden incloure un o més edificis com un temple o una església, una torre de vori (SS 7,4), un altar a l'aire lliure amb la floració de la vara d'Aaron, envoltada per les vares nues de les altres tribus, la porta de la "torre de David, decorada amb escuts" (SS 7,4), amb la porta tancada, l'Arca de l'Aliança, un pou (sovint cobert), una font i el sol de matí damunt (SS 6,10).
Aquest tipus de descripció normalment mostra l'Anunciació, encara que a vegades el nen Jesús hi està present i és sostingut per Maria.
Una variant bastant atípica d'aquesta descripció de finals del segle xv combinava l'Anunciació dins l'hortus conclusus amb la Cacera de l'unicorn i la Mare de Déu i l'unicorn, tan popular en l'art secular. L'unicorn ja funcionava com a símbol de l'Encarnació, i si aquest significat està pensat en moltes representacions seculars prima facie, poden ser una qüestió d'interpretació acadèmica difícil. Al segle xvi, el tema de l'hortus conclusus va girar cap a les escenes Sacra Conversazione a l'aire lliure i la Mare de Déu en paisatges típica de Giovanni Bellini, Albrecht Dürer i Rafael.
Una exposició de representacions visuals medievals d'hortus inclusus es va presentar a Dumbarton Oaks, Washington DC; l'exposició descrivia una distinció entre "representacions del jardí com reforç temàtic i aquells que tractaven el jardí com a tema en si mateix"; en paraules de Timothy Husband, advertia sobre la interpretació mancada de sentit crític dels detalls refinats de les il·luminacions de manuscrits com "representacions que semblen objectives".